# Basalt (Idaho)
Basalt város az USA Idaho államában, Bingham megyében. Lakosainak száma 357 fő (2020. április 1.).

## Népesség
A település népességének változása:

| 2010 | 394 |
| 2020 | 357 |